# Billy Sinclair
Billy Sinclair (Glasgow, 21 marzo 1947) è un allenatore di calcio ed ex calciatore scozzese, di ruolo centrocampista.

## Carriera
Sinclair iniziò la carriera nel Morton, che lasciò nel 1964 poiché fu ingaggiato dagli inglesi del Chelsea. Con i londinesi, pur giocando un solo incontro in First Division, la massima serie inglese, Sinclair con i londinesi vinse la Football League Cup 1964-1965.
Nel 1966 Sinclair viene ingaggiato dai nordirlandesi Glentoran, con cui vince la Irish League 1966-1967, la Ulster Cup 1966-1967 e la City Cup 1966-1967. Inoltre con i Glens gioca due incontri nei sedicesimi di finale della Coppa dei Campioni 1967-1968, contro i portoghesi del Benfica, che passeranno il turno solo in virtù del gol in trasferta nel pareggio per 1-1 di Belfast.
Nell'estate 1967 il club nordirlandese disputò il campionato nordamericano organizzato dalla United Soccer Association: accadde infatti che tale campionato fu disputato da formazioni europee e sudamericane per conto delle franchigie ufficialmente iscritte al campionato, che per ragioni di tempo non avevano potuto allestire le proprie squadre. Il Glentoran rappresentò i Detroit Cougars, e chiuse al quarto posto della Eastern Division, non qualificandosi per la finale.
Nel gennaio 1968 ritorna in patria per giocare nel Kilmarnock, con cui gioca due stagioni nella massima serie scozzese, ottenendo come miglior piazzamento il quarto posto della Scottish Division One 1968-1969.
Nel 1969 torna al Glentoran con cui vince il suo secondo campionato nordirlandese nella stagione 1969-1970.
Nel 1970 passa al Linfield, club con cui giocherà sino al 1975. Durante la sua militanza con i Blues vincerà tra le altre competizioni due campionati nordirlandesi.
Nel 1975 si trasferisce in Australia per giocare nei Marconi Stallions. Terminata l'esperienza australiana ritorna in Europa per divenire l'allenatore-giocatore degli irlandesi dello Sligo Rovers, con cui vince la A Division 1976-1977. Inoltre partecipa anche alla Coppa dei Campioni 1977-1978, giocando entrambi gli incontri del primo turno contro gli jugoslavi della Stella Rossa.
Lasciato il calcio giocato nel 1978, nel 1979 diviene l'allenatore dei nordirlandesi del Glenavon, con cui ottiene il nono posto nella Irish League 1979-1980.

## Palmarès
- Campionato nordirlandese di calcio: 4

Glentoran: 1966-1967, 1969-1970
Linfield: 1970-1971, 1974-1975
- Campionato irlandese di calcio: 1

Sligo Rovers: 1976-1977
- English Football League Cup: 1

Chelsea: 1964-1965
- Ulster Cup: 4

Glentoran: 1967
Linfield: 1970-1971, 1971-1972, 1974-1975
- City Cup: 2

Glentoran: 1967
Linfield: 1973-1974
- Gold Cup (Irlanda del Nord): 2

Linfield: 1970-1971, 1971-1972
- County Antrim Shield: 1

Linfield: 1972-1973
- Blaxnit Cup: 1

Linfield: 1970-1971